# Сен-Жюстен (Жер)
Сен-Жюсте́н (фр. Saint-Justin) — коммуна во Франции, находится в регионе Юг — Пиренеи. Департамент — Жер. Входит в состав кантона Марсьяк. Округ коммуны — Миранд.
Код INSEE коммуны — 32383.

## География

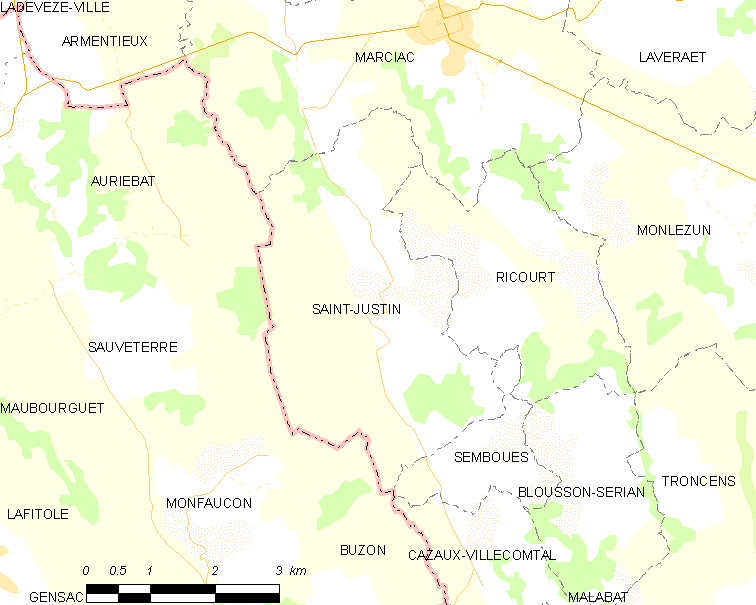
Карта коммуны

Коммуна расположена приблизительно в 620 км к югу от Парижа, в 105 км западнее Тулузы, в 40 км к юго-западу от Оша.
По территории коммуны протекает река Аррос.

## Климат
Климат умеренно-океанический. Лето жаркое и немного дождливое, температура часто превышает 35 °С. Зимой часто бывает отрицательная температура и ночные заморозки. Годовое количество осадков — 700—900 мм.

## Население
Население коммуны на 2010 год составляло 157 человек.
| 1962 | 1968 | 1975 | 1982 | 1990 | 1999 | 2010 |
| ---- | ---- | ---- | ---- | ---- | ---- | ---- |
| 189  | 188  | 161  | 168  | 145  | 139  | 157  |

## Администрация
| Период | Период | Фамилия      | Партия | Примечания |
| ------ | ------ | ------------ | ------ | ---------- |
| 2001   | 2020   | Николь Депуи |        |            |

## Экономика
В 2010 году среди 90 человек трудоспособного возраста (15-64 лет) 51 были экономически активными, 39 — неактивными (показатель активности — 56,7 %, в 1999 году было 67,9 %). Из 51 активных жителей работали 49 человек (28 мужчин и 21 женщина), безработных было 2 (1 мужчина и 1 женщина). Среди 39 неактивных 5 человек были учениками или студентами, 16 — пенсионерами, 18 были неактивными по другим причинам.

## Достопримечательности
- Замок Самазан (XVI век)
- Часовня XVIII века